# Bizén Fuster Santaliestra
Bizén Fuster Santaliestra (Naval, Somontano de Barbastre, 1960 o 1959) és un historiador2019 i polític aragonès. Llicenciat en Ciències Polítiques i Geografia i Història. Fou un dels fundadors el 1986 de la Chunta Aragonesista, de la que n'ha estat vicepresident del 1988 al 1995 i president des d'aleshores fins al 2007. Ha estat diputat per la província d'Osca a les eleccions a Corts d'Aragó de 2003 i 2007. Ha estat secretari primer de les Corts d'Aragó
Ha participat en el Instituto de Estudios Altoaragoneses, el Centro de Estudios del Somontano, el Consello d'a Fabla Aragonesa, l'Instituto Aragonés de Antropología i el Rolde de Estudios Aragoneses. Entre altres càrrecs, és membre de la Fundación Gaspar Torrente i president de la Fundación Aragonesista 29 de junio